# 奇巌駅
奇巌駅（キアムえき）は朝鮮民主主義人民共和国咸鏡南道利原郡に位置する朝鮮民主主義人民共和国鉄道省平羅線の駅である。

## 歴史
- 1927年12月1日：開業[1]。